# Вразливість екосистеми
Вразли́вість екосистеми (англ. Vulnerability) — можливий розмір збитків чи шкоди системи від зміни клімату. Це залежить не тільки від чутливості системи, але також від її здатності адаптуватись до нових кліматичних умов.
ООН надає таке визначення терміну «Уразливість»: «Умови, які визначаються фізичними, соціальними, економічними та екологічними факторами або процесами, які посилюють схильність того чи іншого співтовариства впливу небезпек».

## Оцінка вразливості
Уразливість оцінюється мірою небезпеки потенційних загроз на основі наявних знань про небезпечні явища і рівні уразливості соціальних груп і окремих громадян. Оцінка вразливості використовується для перетворення первинної інформації, що надходить від систем раннього попередження, у форму, яка більш зручна для подальшого вироблення попереджувальних дій (IDNDR 1999). Вона є необхідним елементом процесу раннього попередження та забезпечення готовності до надзвичайних ситуацій. В ідеалі результати оцінки вразливості повинні безпосередньо враховуватися в процесах довгострокового планування діяльності організацій та урядів, а також сприяти розширенню можливостей при виробленні необхідних заходів у відповідь проти зростаючої уразливості та проведення заходів щодо посилення готовності до стихійних лих та подолання їх наслідків. Оцінка вразливості знаходить широке застосування у сфері прогнозування і врахування кліматичних змін та природних стихійних лих, де вона забезпечує основу для ефективної системи попередження впливів.
Оцінка вразливості повинна бути зроблена як для населення, так і для екосистем, що забезпечують населення ресурсами для виробництва товарів і послуг. У першому випадку в ході оцінки необхідно визначити місце розташування вразливої частини населення, ідентифікувати загрози благополуччю людей і ступінь уразливості соціальних груп. При оцінці вразливості екосистем беруться до уваги загроза ресурсному потенціалу довкілля і ті запобіжні заходи, які можуть бути зроблені для оздоровлення екологічної обстановки і зниження негативних впливів господарської діяльності на середовище. Результати оцінок надалі заносяться в базу даних , яка повинна бути доступною для всіх зацікавлених сторін, містити тільки надійні відомості і бути зручною у використанні.